# Grinding Stone
Grinding Stone är Gary Moores debutalbum, släppt 1973 under namnet The Gary Moore Band.

## Låtlista
1. "Grinding Stone" - 9:41
2. "Time to Heal" - 6:20
3. "Sail Across the Mountain" - 7:06
4. "The Energy Dance" - 2:35
5. "Spirit" - 17:08
6. "Boogie My Way Back Home" - 5:41

## Medverkande
- Gary Moore - gitarr, sång
- Frank Boylan - bas
- John Curtis - bas
- Philip Donnelly - gitarr
- Pearse Kelly - percussion, trummor
- Jan Schelhaas - keyboards